# Salvador Oría
Salvador Oría (San Nicolás de los Arroyos, 4 de julio de 1883 - Buenos Aires, 7 de noviembre de 1952) fue un abogado argentino que se especializó en economía, que llegó a ocupar el cargo de ministro de Obras Públicas de su país durante la presidencia de Ramón S. Castillo, entre 1940 y 1943, además de haber sido funcionario durante los gobiernos de Agustín P. Justo y Roberto M. Ortiz

## Biografía
Se doctoró en derecho pero se especializó en finanzas; fue profesor universitario y publicó numerosas obras de su especialidad. Entre 1911 y 1913 fue jefe de Impuestos Internos del Ministerio de Hacienda. Fue también director de varias empresas y estanciero.
Fue Subsecretario de Estado de Hacienda de 1923 a 1926, durante la presidencia de Marcelo Torcuato de Alvear, y director del Banco Hipotecario Nacional. Posteriormente representó a su país ante la Sociedad de las Naciones.
En 1931 fue director del Impuesto a los Réditos de la Nación, dos años después director de la Junta Nacional para Combatir la Desocupación, en 1935 director del Banco Central de la República Argentina, y al año siguiente presidente del Instituto Autárquico de la Colonización.
Entre 1938 y 1939 fue director de la Dirección Nacional de Vialidad, en el período de mayor auge de la construcción de rutas nacionales. Bajo su gestión se realizó un gran avance en las rutas de acceso a la ciudad de Buenos Aires: se iniciaron la Avenida General Paz y el Puente Avellaneda, que cruza el Riachuelo. Se pavimentaron los primeros kilómetros de las rutas nacionales 5 (hasta Pehuajó), 7, 9 y 12. Se construyó también la Ruta Nacional 3 hasta Carmen de Patagones, el camino a Chile por el paso fronterizo Cristo Redentor y gran cantidad de otras rutas nacionales. Entre 1938 y 1939 fue director de la Dirección Nacional de Vialidad, en el período de mayor auge de la construcción de rutas nacionales. Bajo su gestión se realizó un gran avance en las rutas de acceso a la ciudad de Buenos Aires: se iniciaron la Avenida General Paz y el Puente Avellaneda, que cruza el Riachuelo. Se pavimentaron los primeros kilómetros de las rutas nacionales 5 (hasta Pehuajó), 7, 9 y 12. Se construyó también la Ruta Nacional 3 hasta Carmen de Patagones, el camino a Chile por el paso fronterizo Cristo Redentor y gran cantidad de otras rutas nacionales. También se inauguró el pavimento de la actual Autovía 2, que une la capital con Mar del Plata.
En septiembre de 1940, el vicepresidente Ramón S. Castillo —en ejercicio de la presidencia por enfermedad de Roberto M. Ortiz— lo nombró ministro de Obras Públicas de la Nación, a raíz del escándalo del Palomar.
En septiembre de 1942 denunció la estafa cometida por la familia Bemberg en el escándalo conocido como Caso Bemberg, en que la República y la Provincia de Buenos Aires perdieron unos 500 millones de pesos, mientras los Bemberga cobraban 15 millones de pesos en concepto comisión. Este escándalo terminó con la nacionalización del Puerto de Rosario, en que habían estado implicados los Bemberg.
Tras su paso por el ministerio se dedicó a la enseñanza en la Universidad de Buenos Aires, de la cual fue elegido vicerrector a principios de 1944, y ejerció como rector durante algo más de un mes, entre marzo y abril de ese año. Fue miembro de la Academia Nacional de Ciencias Económicas y miembro de número del Instituto de Estudios Vascos.
Falleció en Buenos Aires en noviembre de 1952.
Entre otras obras escritas, publicó:
- El impuesto a la renta en Francia e Inglaterra (1925)
- Los préstamos de colonización del Banco Hipotecario Nacional como medio de fomentar la población y la producción argentinas (1928)
- Economía y finanzas de la Nación Argentina (1933)
- El Estado argentino y la nueva economía (1944)
- Finanzas (1948)